# Guglielmo II di Nassau-Dillenburg
Guglielmo II di Nassau-Dillenburg (28 agosto 1670 – Dillenburg, 21 settembre 1724) fu il principe regnante di Nassau-Dillenburg da 1701 fino alla sua morte. I suoi genitori furono il principe Enrico (1641-1701) e sua moglie, la duchessa Dorotea Elisabetta di Legnica (1646-1691).

## Vita
Intorno al 1694 compì il suo grand tour che lo portò attraverso la Germania, i Paesi Bassi, l'Inghilterra, la Danimarca, la Svezia e l'Italia.  Dopo la morte di suo padre nel 1701 egli ereditò Nassau-Dillenburg. Nel 1711, Francesco Alessandro di Nassau-Hadamar morì e Guglielmo II ereditò una parte dei suoi possedimenti. I negoziati sull'eredità si trascinarono però fino al 1717; alla fine Guglielmo II ricevette Mengerskirchen, Lahr nel Westerwald, e Frickhofen.
Nel 1709 fa creato cavaliere dell'ordine di Sant'Uberto dall'Elettore Palatino Giovanni Guglielmo nel settembre 1708.
Guglielmo II morì nel 1724 e fu sepolto nella chiesa evangelica di Dillenburg. Poiché non aveva eredi maschi, il suo principato fu ereditato dal fratello Cristiano.

## Matrimonio e figli
Sposò il 13 gennaio 1699 a Harzgerode Giovanna Dorotha (24 dicembre 1676 – 29 novembre 1727), la figlia del Duca Augusto di Schleswig-Holstein-Sonderburg-Plön-Norburg. Ebbero due figli:
- Enrico Augusto Guglielmo (15 November 1700 – 22 August 1718)
- Elisabetta Calotta (14 luglio 1703 – 22 giugno 1720).

## Antenati
|                                        |                             |                                     | Genitori                           |  |  | Nonni |  |  | Bisnonni                          |  |  | Trisnonni                    |  |
|                                        |                             |                                     |                                    |  |  |       |  |  | Luigi Enrico di Nassau-Dillenburg |  |  | Giorgio di Nassau-Dillenburg |  |
|                                        |                             |                                     |                                    |  |  |       |  |  | Luigi Enrico di Nassau-Dillenburg |  |  | Giorgio di Nassau-Dillenburg |  |
|                                        |                             | Anna Amalia di Nassau-Saarbrücken   |                                    |  |  |       |  |  | Luigi Enrico di Nassau-Dillenburg |  |  |                              |  |
| Giorgio Luigi di Nassau-Dillenburg     |                             |                                     |                                    |  |  |       |  |  | Luigi Enrico di Nassau-Dillenburg |  |  |                              |  |
|                                        |                             | Caterina di Sayn-Wittgenstein       | Ludovico I di Sayn-Wittgenstein    |  |  |       |  |  |                                   |  |  |                              |  |
|                                        |                             | Caterina di Sayn-Wittgenstein       | Ludovico I di Sayn-Wittgenstein    |  |  |       |  |  |                                   |  |  |                              |  |
|                                        |                             | Caterina di Sayn-Wittgenstein       | Elisabetta di Solms-Laubach        |  |  |       |  |  |                                   |  |  |                              |  |
| Enrico di Nassau-Dillenburg            |                             | Caterina di Sayn-Wittgenstein       |                                    |  |  |       |  |  |                                   |  |  |                              |  |
|                                        |                             | Enrico Giulio di Brunswick-Lüneburg | Giulio di Brunswick-Lüneburg       |  |  |       |  |  |                                   |  |  |                              |  |
|                                        |                             | Enrico Giulio di Brunswick-Lüneburg | Giulio di Brunswick-Lüneburg       |  |  |       |  |  |                                   |  |  |                              |  |
|                                        |                             | Enrico Giulio di Brunswick-Lüneburg | Edvige di Brandeburgo              |  |  |       |  |  |                                   |  |  |                              |  |
| Anna Augusta di Brunswick-Wolfenbüttel |                             | Enrico Giulio di Brunswick-Lüneburg |                                    |  |  |       |  |  |                                   |  |  |                              |  |
|                                        |                             | Elisabetta di Danimarca             | Federico II di Danimarca           |  |  |       |  |  |                                   |  |  |                              |  |
|                                        |                             | Elisabetta di Danimarca             | Federico II di Danimarca           |  |  |       |  |  |                                   |  |  |                              |  |
|                                        |                             | Elisabetta di Danimarca             | Sofia di Meclemburgo-Güstrow       |  |  |       |  |  |                                   |  |  |                              |  |
| Guglielmo II di Nassau-Dillenburg      |                             | Elisabetta di Danimarca             |                                    |  |  |       |  |  |                                   |  |  |                              |  |
|                                        | Giovanni Cristiano di Brieg | Gioacchino Federico di Brieg        |                                    |  |  |       |  |  |                                   |  |  |                              |  |
|                                        | Giovanni Cristiano di Brieg | Gioacchino Federico di Brieg        |                                    |  |  |       |  |  |                                   |  |  |                              |  |
|                                        | Giovanni Cristiano di Brieg | Anna Maria di Anhalt                |                                    |  |  |       |  |  |                                   |  |  |                              |  |
| Giorgio III di Brieg                   | Giovanni Cristiano di Brieg |                                     |                                    |  |  |       |  |  |                                   |  |  |                              |  |
|                                        |                             | Dorotea Sibilla di Brandeburgo      | Giovanni Giorgio di Brandeburgo    |  |  |       |  |  |                                   |  |  |                              |  |
|                                        |                             | Dorotea Sibilla di Brandeburgo      | Giovanni Giorgio di Brandeburgo    |  |  |       |  |  |                                   |  |  |                              |  |
|                                        |                             | Dorotea Sibilla di Brandeburgo      | Elisabetta di Anhalt-Zerbst        |  |  |       |  |  |                                   |  |  |                              |  |
| Dorotea Elisabetta di Legnica          |                             | Dorotea Sibilla di Brandeburgo      |                                    |  |  |       |  |  |                                   |  |  |                              |  |
|                                        |                             | Carlo II di Münsterberg-Oels        | Enrico II di Münsterberg-Oels      |  |  |       |  |  |                                   |  |  |                              |  |
|                                        |                             | Carlo II di Münsterberg-Oels        | Enrico II di Münsterberg-Oels      |  |  |       |  |  |                                   |  |  |                              |  |
|                                        |                             | Carlo II di Münsterberg-Oels        | Margherita di Meclemburgo-Schwerin |  |  |       |  |  |                                   |  |  |                              |  |
| Sofia Caterina di Münsterberg-Oels     |                             | Carlo II di Münsterberg-Oels        |                                    |  |  |       |  |  |                                   |  |  |                              |  |
|                                        |                             | Elisabetta Maddalena di Brieg       | Giorgio II di Brieg                |  |  |       |  |  |                                   |  |  |                              |  |
|                                        |                             | Elisabetta Maddalena di Brieg       | Giorgio II di Brieg                |  |  |       |  |  |                                   |  |  |                              |  |
|                                        |                             | Elisabetta Maddalena di Brieg       | Barbara di Brandeburgo             |  |  |       |  |  |                                   |  |  |                              |  |
|                                        |                             | Elisabetta Maddalena di Brieg       |                                    |  |  |       |  |  |                                   |  |  |                              |  |